# Avenida Nicolás de Piérola (Lima)
La avenida Nicolás de Pierola, conocida popularmente como avenida De la Colmena, es una avenida ubicada en el centro histórico de la ciudad de Lima, capital del Perú. Es el límite sur de la zona denominada Damero de Pizarro. Fue fundada en 1898.
Su recorrido de oeste a este abarca diecisiete cuadras. Fue nombrada en honor al expresidente, Nicolás de Piérola, ya que fue en 1898 durante su gobierno que se inauguró esta vía como parte de las obras para modernizar el trazo de la ciudad. Durante gran parte del siglo XX, fue una vía aristocrática de la ciudad, lo que aún se refleja en sus construcciones de estilo republicano que asemejan a la avenida de Mayo de Buenos Aires. Sin embargo, durante los años 1980, se deterioró quedando presa de la delincuencia y prostitución. Desde finales de los 90, se experimentó una franca recuperación de carácter comercial, se han instalado diversos comercios como agencias bancarias, restaurantes y oficinas de Call Center. Y buena parte de sus edificios de oficinas se encuentran nuevamente recuperados.
El sector de la avenida que corresponde al Damero de Pizarro, se encuentra en un mejor estado de conservación que el resto de la vía. Sus últimas cuadras se encuentran poco conservadas. La plaza San Martín, ubicada a medio camino de la vía, la divide siendo que antiguamente se denominaba Colmena Izquierda al trazo que iba desde esa plaza hacia la avenida Miguel Grau.

## Recorrido
La avenida Nicolás de Piérola inicia su trazo en la Plaza Dos de Mayo. En sus primeras cuadras, se encuentra el local central de la Universidad Nacional Federico Villarreal en el mismo local donde antiguamente se ubicaba el Colegio de la Inmaculada. En la cuadra cinco, se encuentra el cruce con la avenida Tacna donde se levanta el edificio La Colmena, desde ahí se inicia el Damero de Pizarro y, hacia el sur, continuando el trazo de Tacna se extiende la avenida Wilson. 
De la cuadra cinco a la doce la avenida se extiende el damero y resaltan la Plaza San Martín en la cuadra 9 y el Parque Universitario en la cuadra 12. Además, en la cuadra 8 se levanta el Gran Hotel Bolívar, clásico hotel limeño, y en la 12, justo en la intersección con la avenida Abancay se levanta el Edificio Alzamora Valdez que fue desde 1952 hasta 1973 el edificio más alto del Perú. Antiguamente, en la cuadra 5 se levantaba el Hotel Crillón que fue durante mucho tiempo uno de los más importantes de la ciudad. Sin embargo, en abril de 2011, el edificio fue adquirido por la empresa Arte Express, que ha ejecutado su rehabilitación, actualmente alberga oficinas y empresas de tele-trabajo.
En la cuadra 10, se encuentra el local del Jurado Nacional de Elecciones. Frente a dicho local se ubicaba un edificio que alojaba al Banco de la Nación y que tuvo que ser demolido en 2004, debido a que fue incendiado durante la Marcha de los Cuatro Suyos en julio del 2000. Actualmente, en dicho terreno se extiende un parque.
Cruzando Abancay, desde la cuadra 13, la avenida pierde sus construcciones de estilo republicano acogiendo construcciones bajas y comercio de alimentos. En la cuadra 15, se ubicaba el Penal San Jorge, antigua cárcel para delincuentes primarios de Lima. La vía termina en la intersección con la avenida Miguel Grau cerca a San Fernando, la facultad de medicina humana de la Universidad Nacional Mayor de San Marcos.

## Monumentos y edificaciones notables
- Plaza Dos de Mayo
- La Inmaculada (sede central de la UNFV)
- Local de la CGTP
- Casa de Dibós
- Casa de García Lastres
- Edificio Popular y Porvenir
- Local de la Sociedad de Ingenieros del Perú
- Edificio Giacoletti
- Gran Hotel Bolívar
- Jurado Nacional de Elecciones
- Plaza San Martín
- Parque Universitario
- Casona de la Universidad Nacional Mayor de San Marcos
- Edificio Alzamora Valdez

## Galería

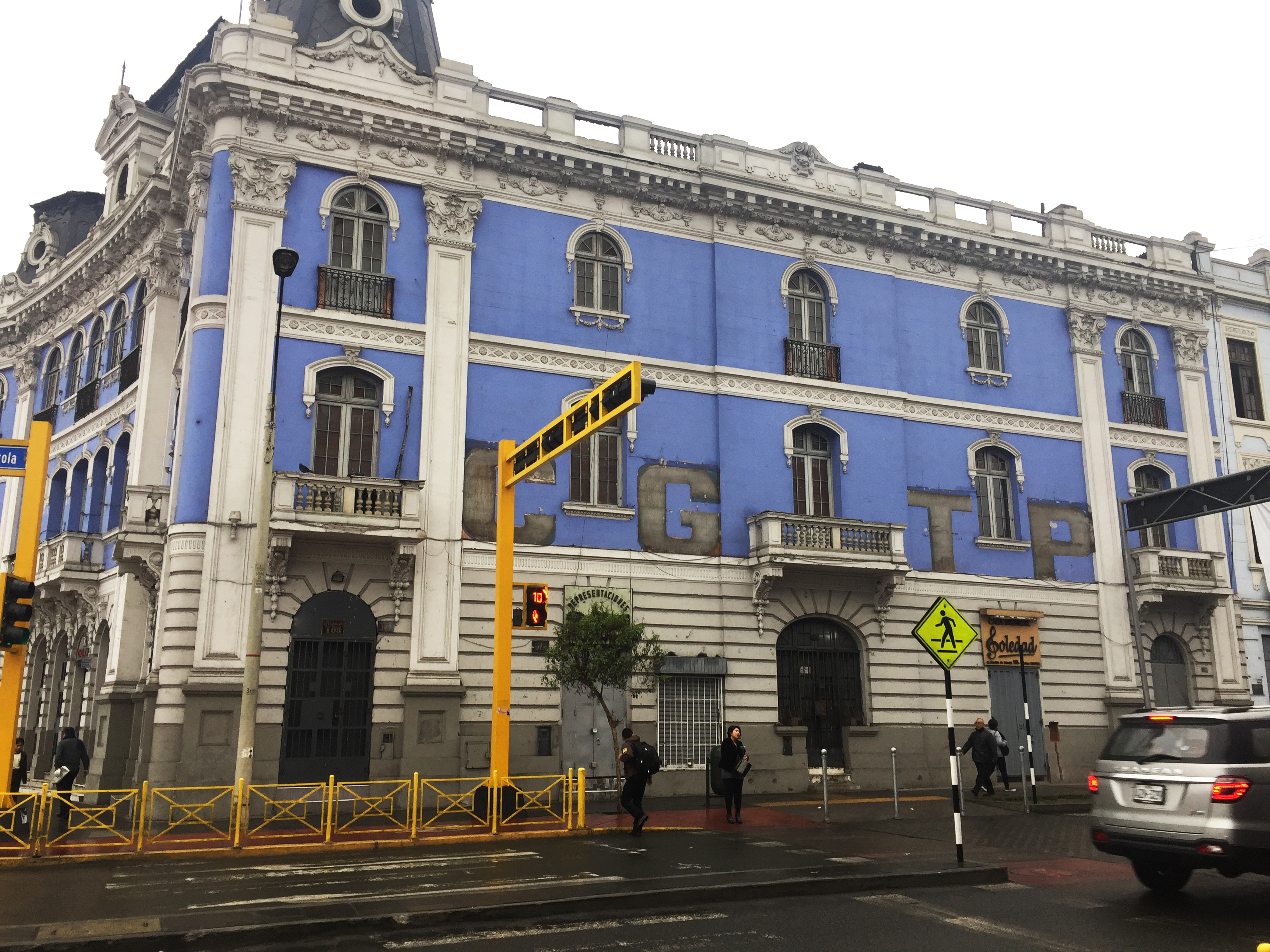
Local de la CGTP
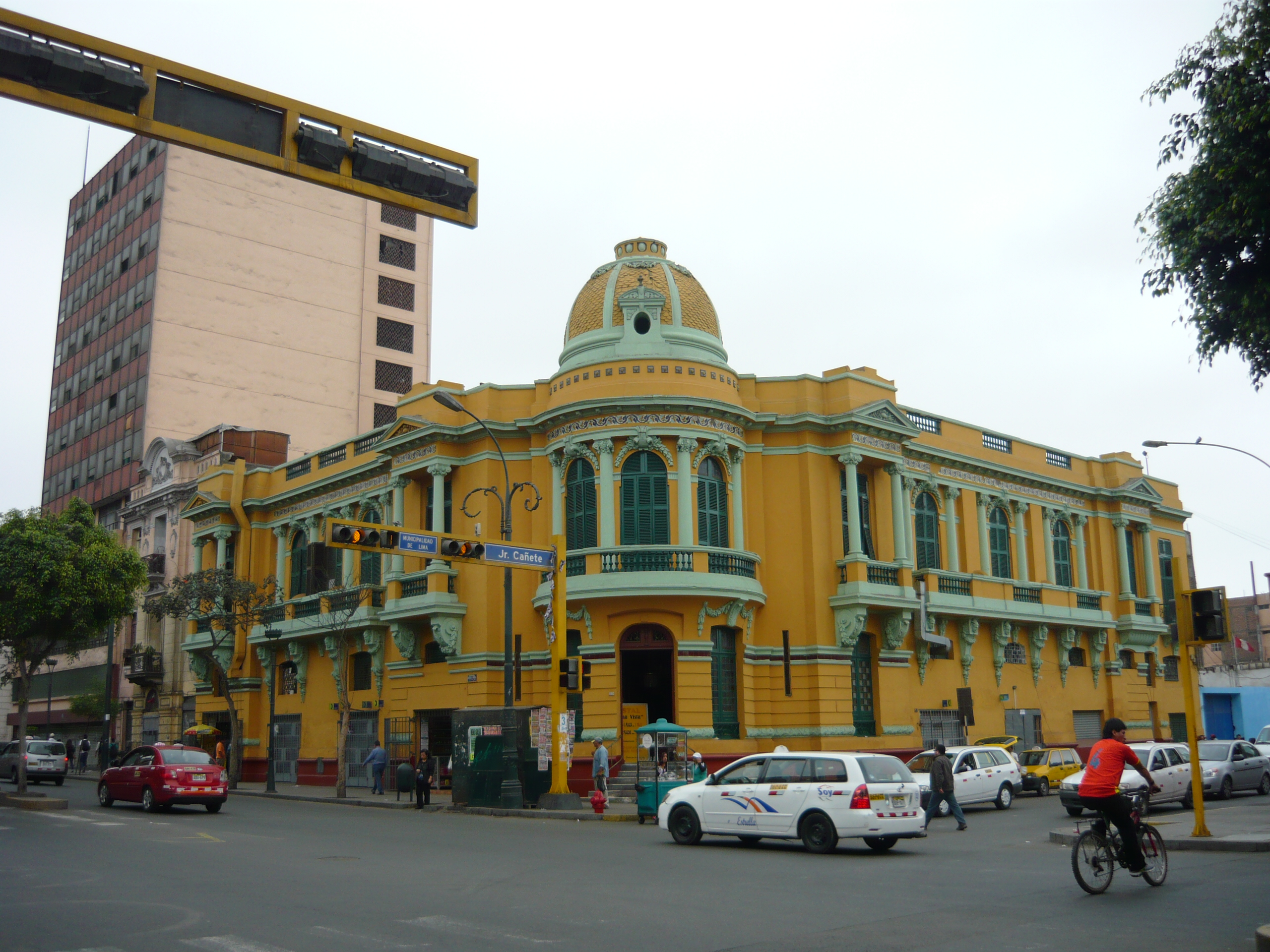
Casa Victoria Larco de García
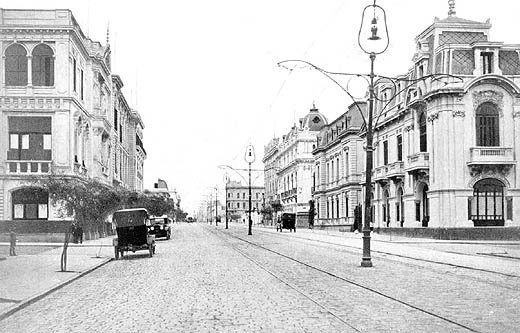
Avenida La Colmena, cuadra 4
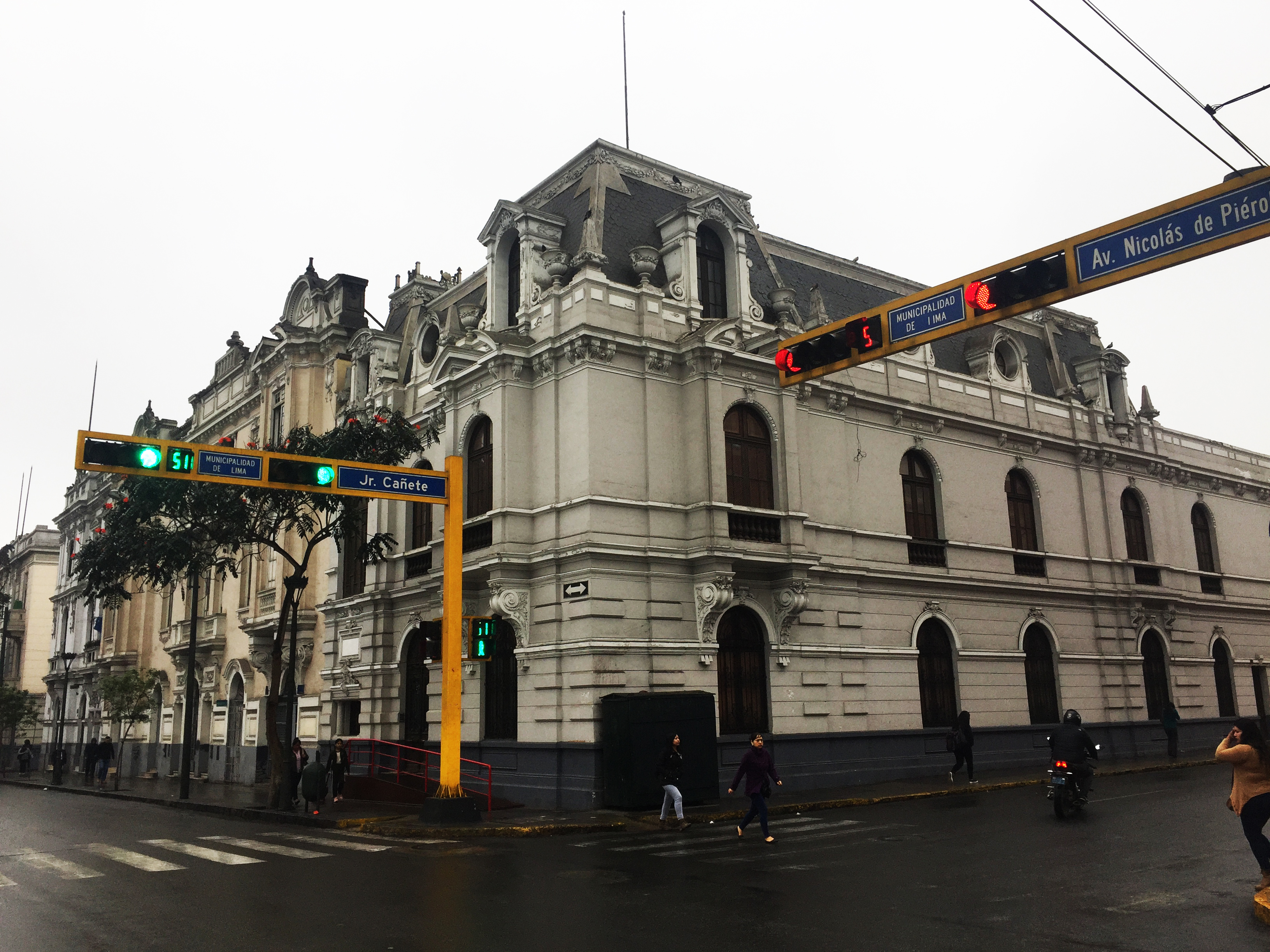
Casa Gonzales de Panizo
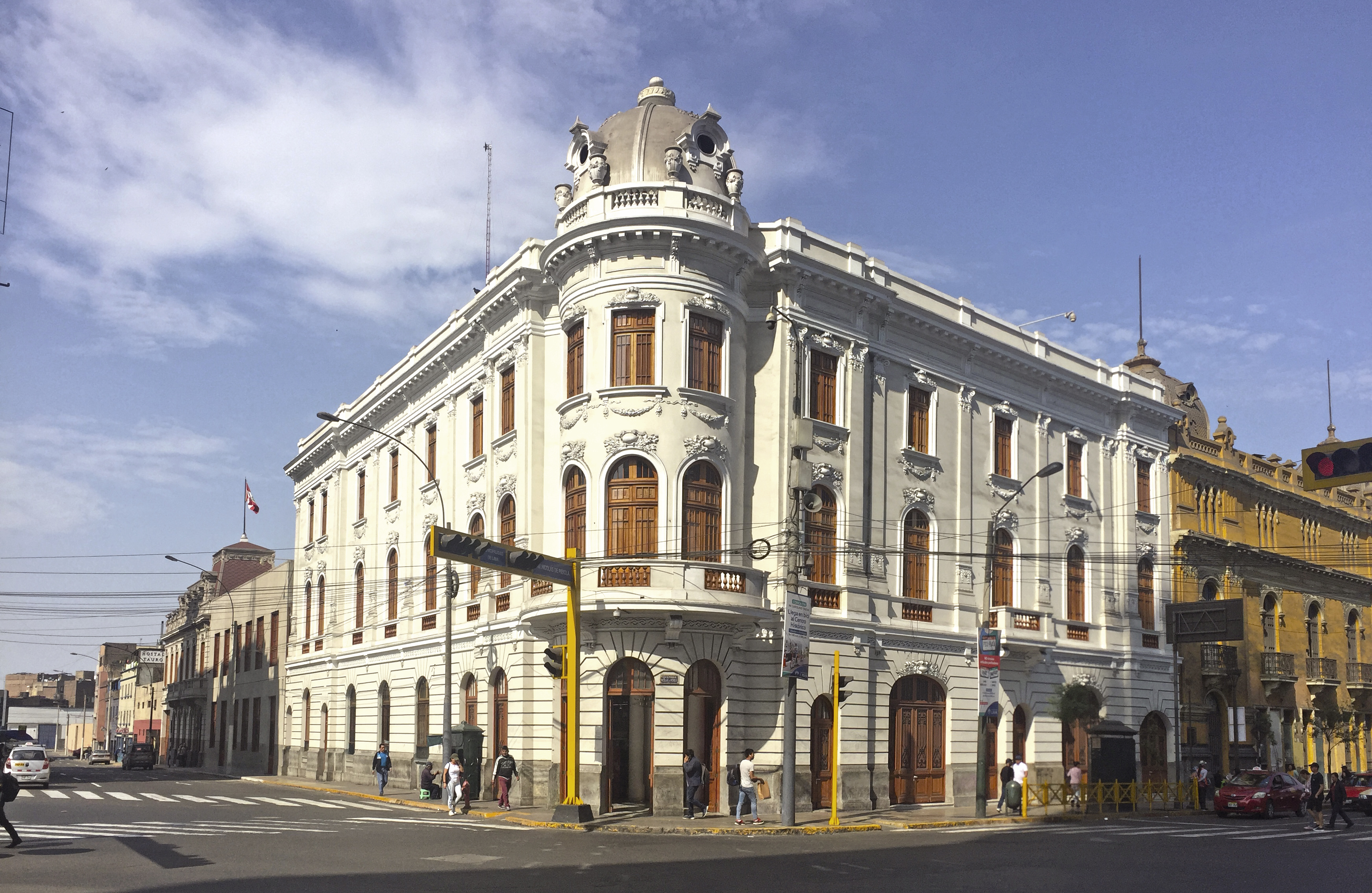
Edificio Popular y Porvenir
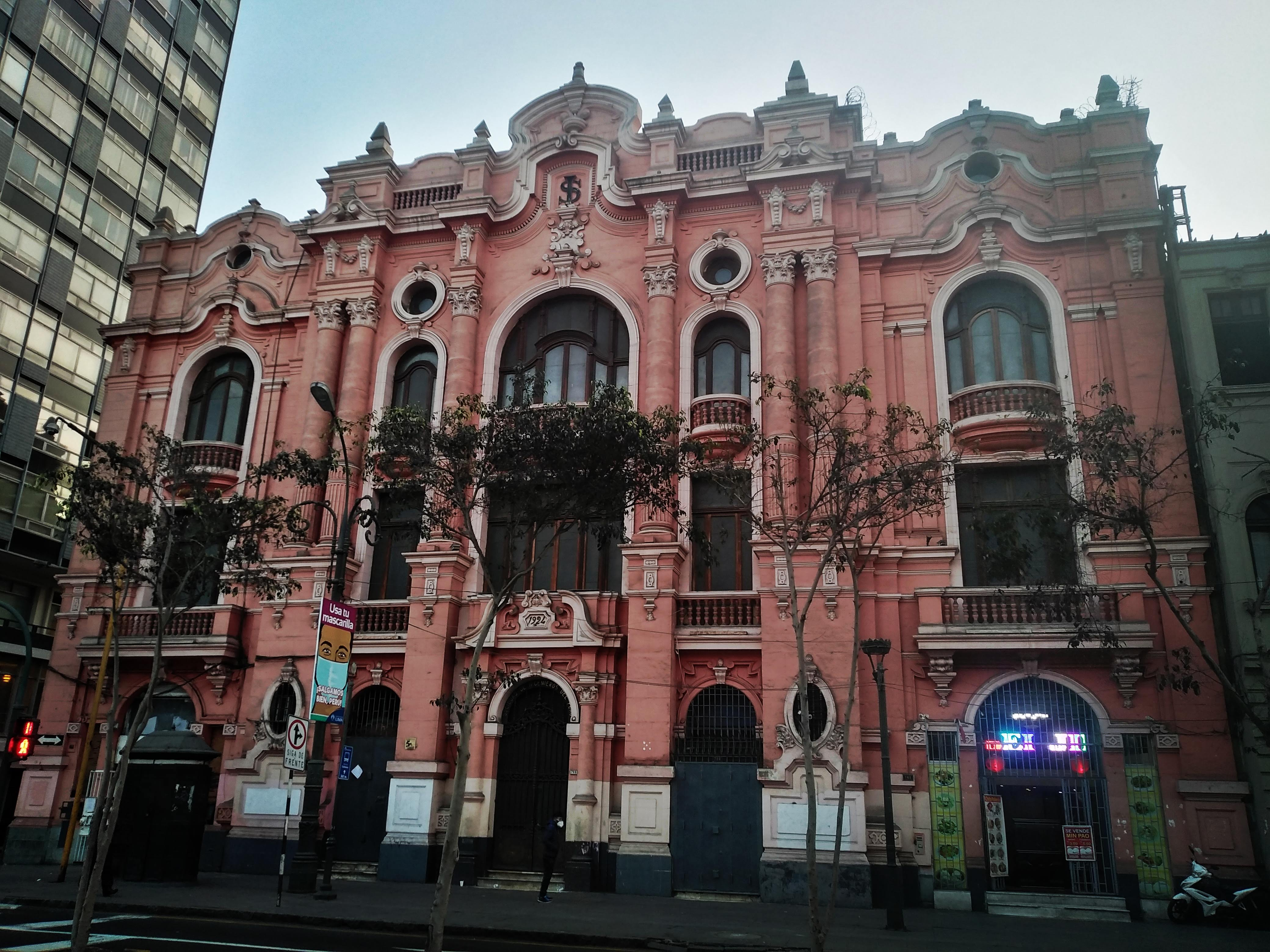
Edificio de la Sociedad de Ingenieros
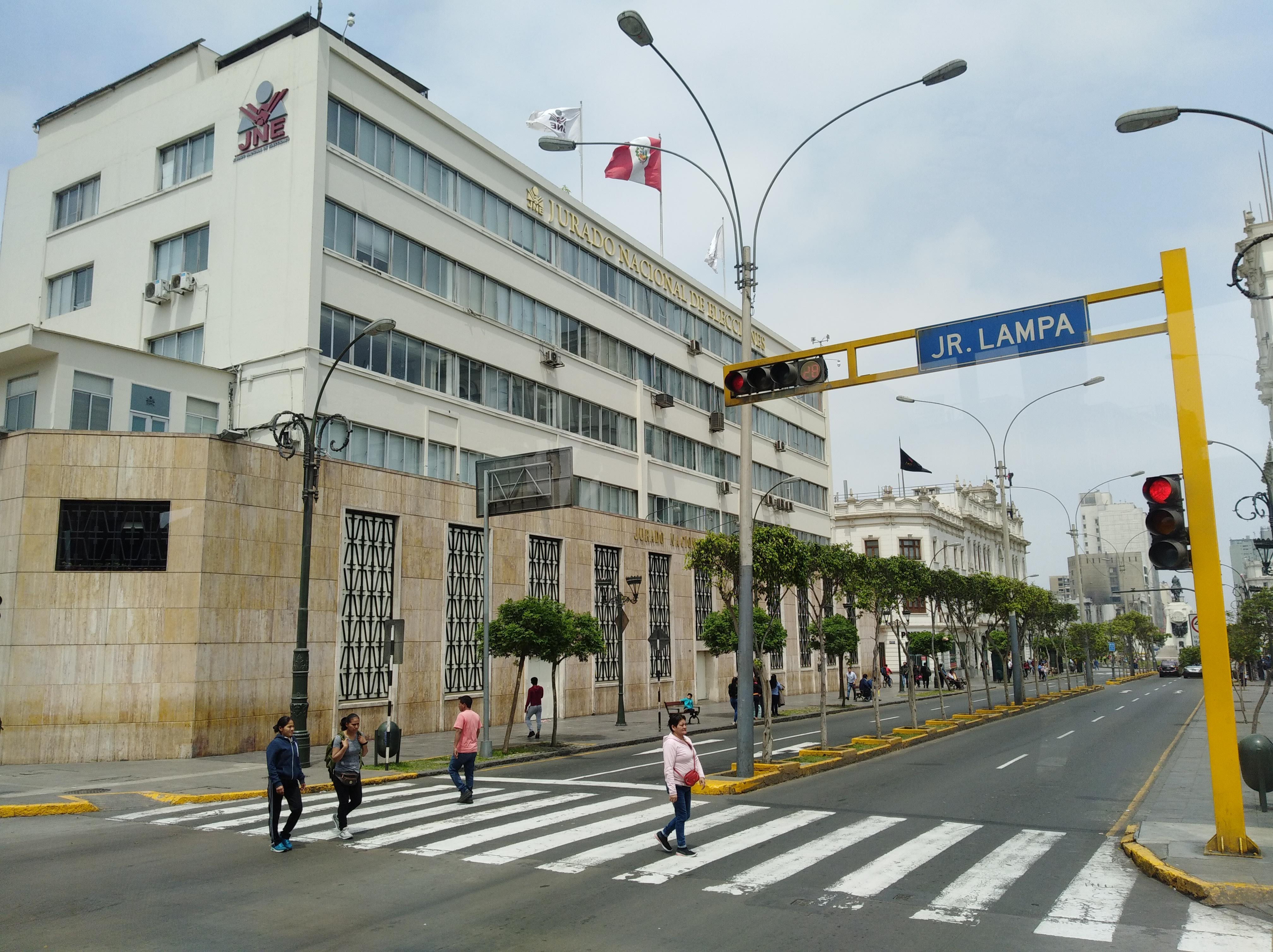
El edificio del Jurado Nacional de Elecciones
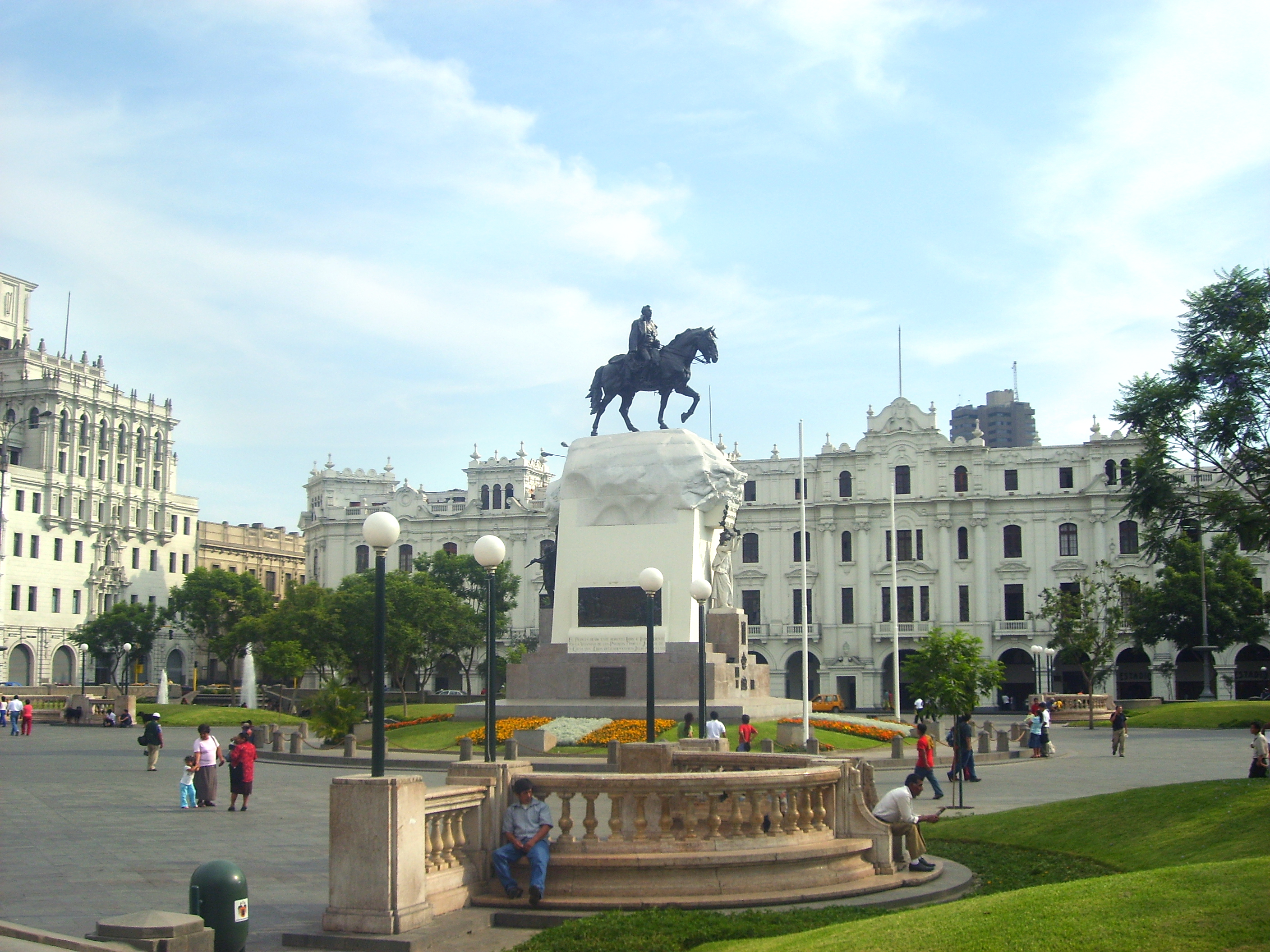
Plaza San Martín
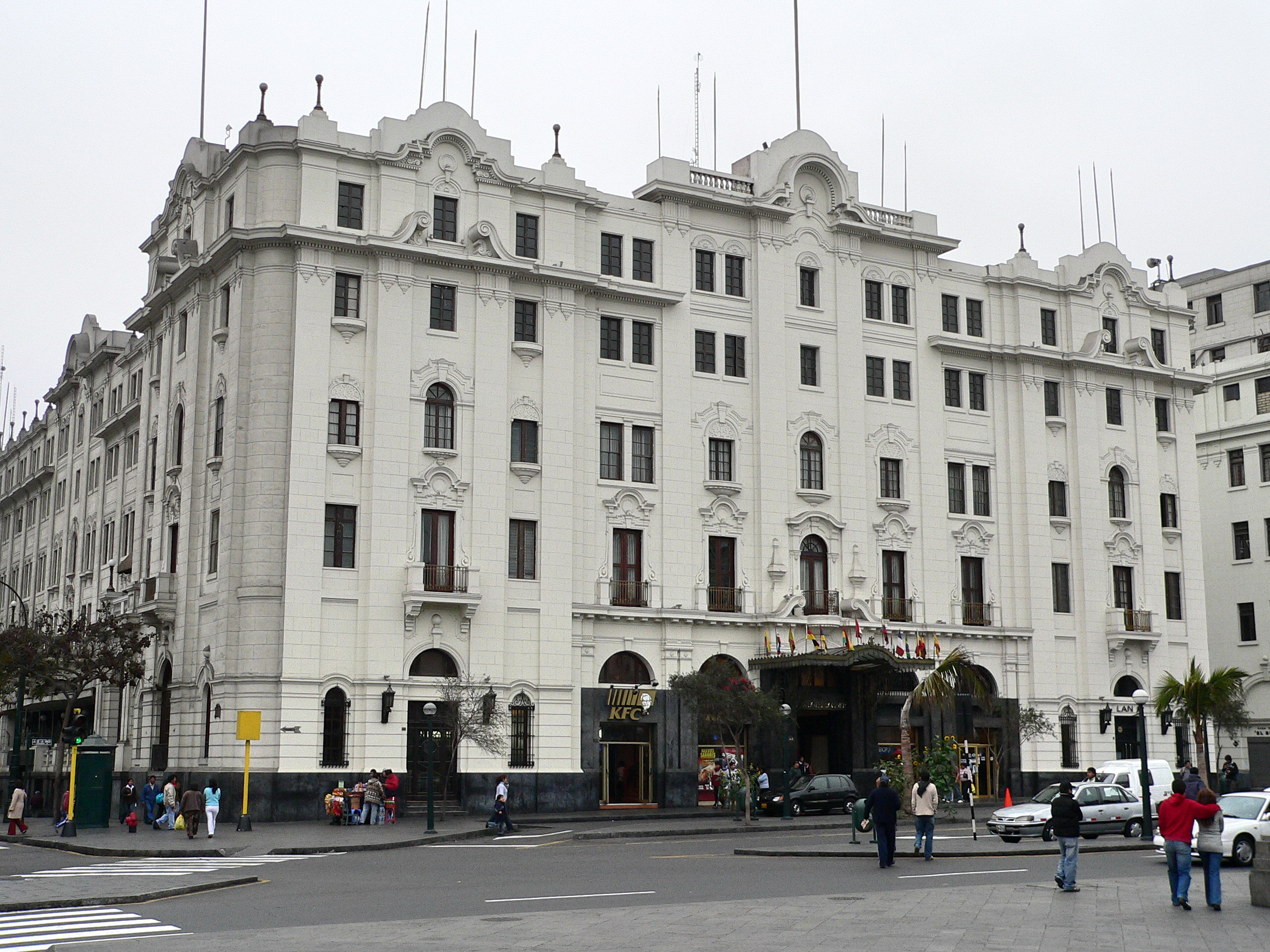
Gran Hotel Bolívar inaugurado en 1924
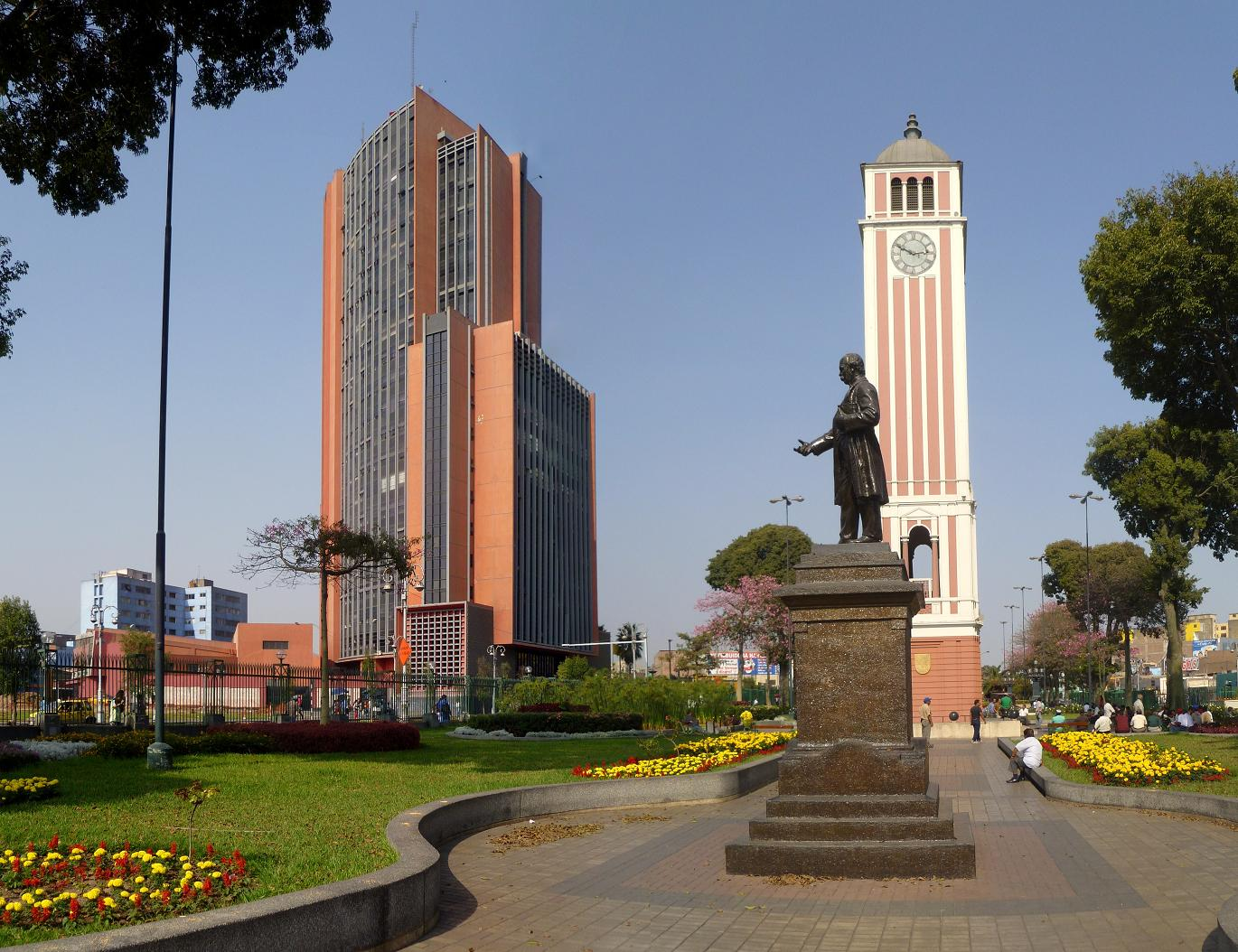
Parque Universitario y el Edificio Alzamora Valdez